# أساطير الأزتيك

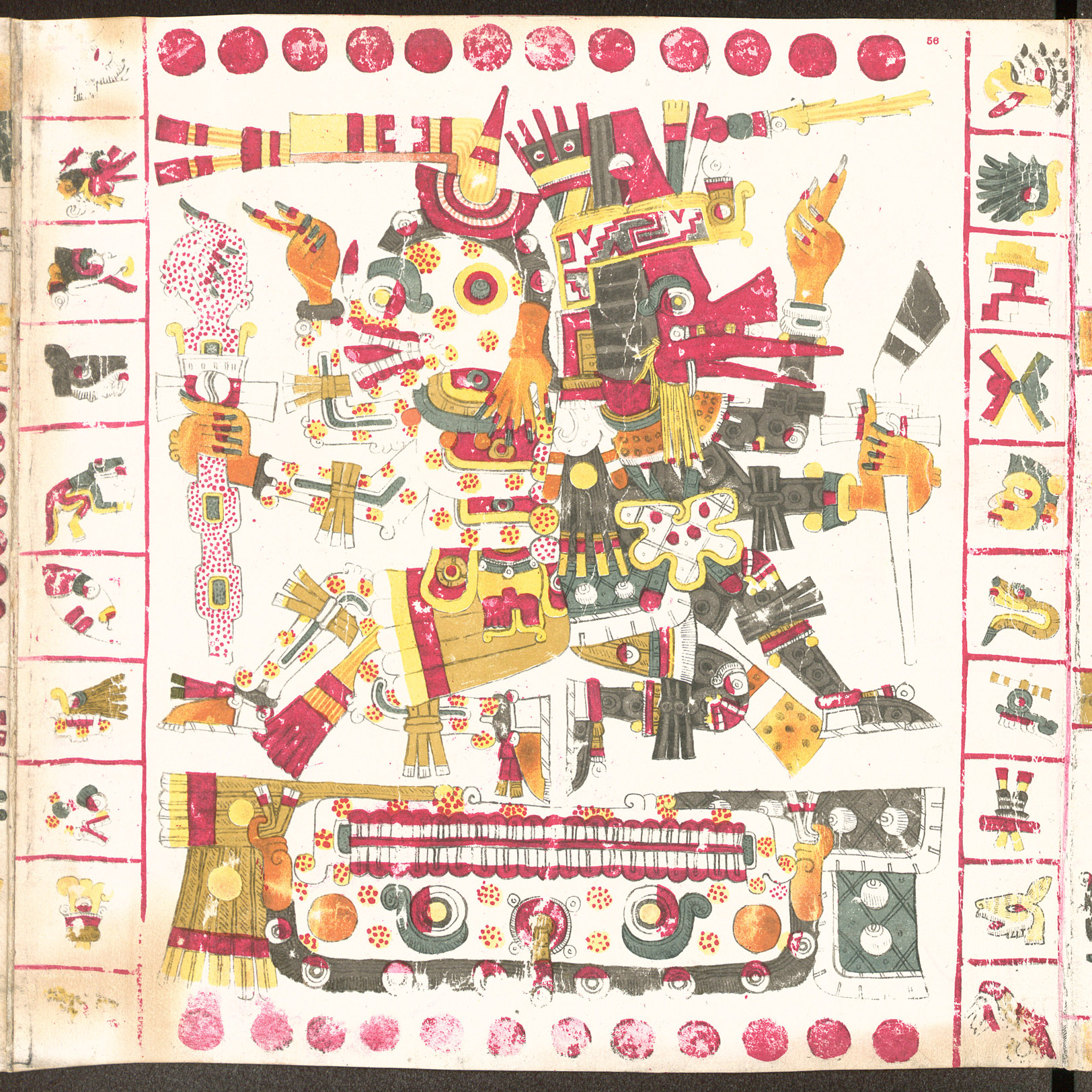
ميكتلانتيكويتلي (على اليسار)، إله الموت ورب العالم السفلي. كيتزالكواتل (على اليمين)، إله الحكمة والحياة، والمعرفة، ونجمة الصباح، ورب الرياح والنور، ورب الغرب. يرمزان معًا إلى الحياة والموت.

أساطير الأزتك هي مجموعة أساطير حضارة الأزتك التي انتعشت في وسط المكسيك. يصف الباحث حنا عبود ميثولوجيا الازتيك (وهو اسم يطلق على شعوب إقليم وسط المكسيك والازتيك وتعني «الأرض البيضاء») بأنها ميثولوجيا الأضاحي والانتظار أو الميثولوجيا القاتلة، ينطلق هذا من اهتمامهم بالتقويم الشمسي فحتى تكتمل مدة الشمس الخامسة لا بد من الأضاحي البشرية للحفاظ على دورة المطر وهم يختلفون عن غيرهم في مسألة الأضاحي بأنها كانت حلا لمشكلة الطبيعة التي تصاب باختناقات لا يفتحها إلا الدم البشري.
وبحسب الروزنامة الازتيكية الشمس الخامسة هي الأخيرة، وبغروبها تغرب الإمبراطورية، إلا إذا ظهر المخلص المنتظر من الشرق وقد كان المخلص المنتظر كورتس هو المنتظر القاتل الذي عجل بانهيار الامبراطورية التي لا تعرف صفات مخلصها!.
يمثل الأزتك بشكل عام كل المجموعات العرقية الناطقة بلغة ناواتل التي عاشت في وسط المكسيك، وتتشابه كثير من أساطيرهم مع تلك الموجودة في ثقافات وسط أمريكا الأخرى. وفقًا للأساطير، جاءت المجموعات المختلفة -التي شكّلت شعب الأزتك في ما بعد- من الشمال إلى وادي أناهوك حول بحيرة تيكسكوكو. وموقعهما واضح -في قلب مدينة مكسيكو الحديثة- لكن بشكل عام لا يمكن معرفة الكثير وبصورة مؤكدة عن أصل الأزتك، إذ إن هناك الكثير من الأساطير حول أصلهم. تقول الأسطورة إن أسلاف المكسيكا/الأزتك جاؤوا من مكان في شمال القارة يسمى أزتلان، آخر الناواتلاكاس السبعة (القبائل الناطقة بلغة ناواتل، والمأخوذة من كلمة تلاكا، أي «رجل») للقيام برحلة إلى الجنوب، ومن هنا جاء اسمهم «أزتكا». تقول بعض الروايات الأخرى إن أصلهم من المكان الأسطوري في أساطير مكسيكا «تشيكوموزتوك»، أي «مكان الكهوف السبعة»، أو من «تامونشا» (المكان الأسطوري الأصلي لجميع الحضارات).
قيل إن المكسيكا/الأزتك استرشدوا بإلههم «ويتزيلوبوتشتلي»، الذي يعني «طائر الطنان الأعسر» أو «طائر الطنان الجنوبي». في جزيرة في بحيرة تيكسوكو، رأوا عقابًا يحمل أفعى مجلجلة بمخالبه، ويقف على شجرة صبار. حققت هذه الرؤية نبوءة تقول لهم إنهم يجب أن يبنوا وطنًا جديدًا لهم في هذا المكان. أسس الأزتك مدينة تينوتشتيتلان لتكون عاصمتهم الجديدة في ذلك الموقع، فبنوا جزيرة اصطناعية كبيرة، تقع اليوم في وسط مكسيكو سيتي. هذه الرموز الأسطورية مصورة الآن على شعار المكسيك.

## أسطورة الخلق

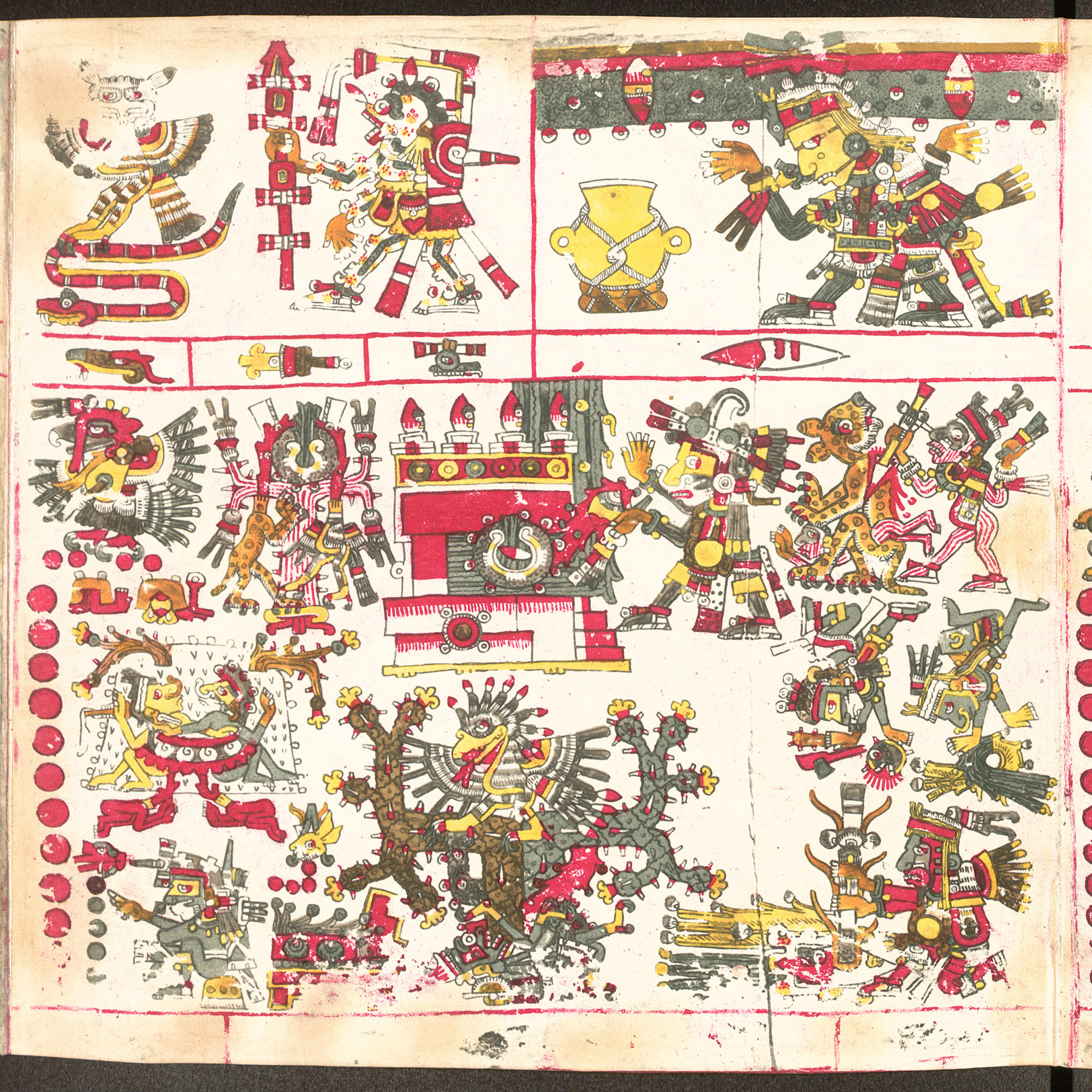
ويتزيلوبوشتلي يرفع سماءات الجنوب، أحد الاتجاهات الأربعة في العالم، محاطًا بأشجارهم، ومعابدهم، ورسومهم، ورموز النبوءة الخاصة بهم.

وفقًا للأسطورة، عندما وصل شعب المكسيك إلى وادي أناهوك حول بحيرة تيكسكوكو، اعتبرتهم الشعوب الأخرى أنهم الأقل تحضرًا على الإطلاق، لكن المكسيكا/الأزتك قرروا التعلم من الآخرين وفعل كل ما بوسعهم لتحقيق ذلك، خاصة التعلم من ثقافة تولتك القديمة (التي يبدو أنها اختلطت جزئيًا مع حضارة توتيهواكان الأقدم). بالنسبة إلى الأزتك، كان شعب التولتك منشئي جميع الثقافات؛ كانت كلمة «تولتيكايوتل» الناواتالية مرادفة لكلمة ثقافة. تطابق أساطيرُ الأزتك شعبَ التولتك وعبادةَ كيتزالكواتل مع المدينة الأسطورية تولان، التي تطابقها أيضًا مع مدينة تيوتيهواكان الأقدم.
لحضارة الأزتك العديد من أساطير الخلق، ويرجع السبب في ذلك أنهم تبنوا العديد من التقاليد ودمجوها مع تقاليدهم الخاصة بهم. إحدى هذه الأساطير هي «الشموس الخمسة»، التي تصف أربعة عصور كبيرة سبقت العالم الحالي، انتهى كل منها بكارثة، و«سميت الأسطورة بهذا الاسم لإعطائها القوة أو العنصر الإلهي الذي وضع نهاية عنيفة لكل واحد من هذه العوالم». وفقًا للأسطورة، كانت كوتليك والدة سنتزون هويتسناوا («آلهة النجوم الجنوبية الأربعمئة» أبناؤها)، وكويلكسوهكوي (ابنتها). وجدت كوتليك كرة مليئة بالريش ووضعتها في حزامها، لتصبح حاملًا بِويتزيلوبوتشتلي (الإله الأكبر وإله الحرب). أصبح أولادها الآخرون متشككين بشأن هوية الأب وتعهدوا بقتل والدتهم. ذهبت كوتليك إلى جبل كوتيبيك لتنجب الطفل، وكان أولادها يلاحقونها، ولكن المولود الجديد ويتزيلوبوشتلي هزم معظم إخوته، الذين أصبحوا النجوم، وقتل أخته غير الشقيقة كويلكسوهكوي بتمزيق قلبها باستخدام زيوكواتل (ثعبان أزرق) ورمى جسدها من الجبل. قيل إن هذا ألهم الأزتك لانتزاع القلوب من قرابينهم البشريين ورمي أجسادهم على جانبي المعبد المخصص لويتزيلوبوشتلي، الذي يمثل الشمس وهي تطارد النجوم عند الفجر.
بدأ عصرنا الحالي (ناهوي أولين)، أو العصر الخامس، أو الخلق الخامس، في مدينة تيوتيهواكان القديمة. [بحاجة لمصدر]وفقًا للأسطورة، اجتمع الآلهة كلهم للتضحية بأنفسهم وخلق عصر جديد. مع أن العالم والشمس قد تم خلقهما بالفعل، فلن تبدأ الشمس بالحركة ولن يبدأ الوقت والتاريخ إلا من خلال تضحيتهم. كان من المفترض أن يضحي أكثر الآلهة قوةً ووسامة، تيكواشتكاتل، بنفسه ولكن عندما حان الوقت للتضحية بنفسه، لم يتمكن من القفز في النار. بدلًا من ذلك، ضحى ناناواتل، الأصغر والأكثر تواضعًا بين الآلهة والمغطى بالدمامل أيضًا، بنفسه أولًا وقفز في النار. تحركت الشمس مع تضحيته وبدأ الوقت. أثرت تضحية ناناواتل في تيكواشتكاتل وأحس بالخزي فقفز هو الآخر في النار وأصبح القمر.

## مجمع الآلهة
- آلهة المياه

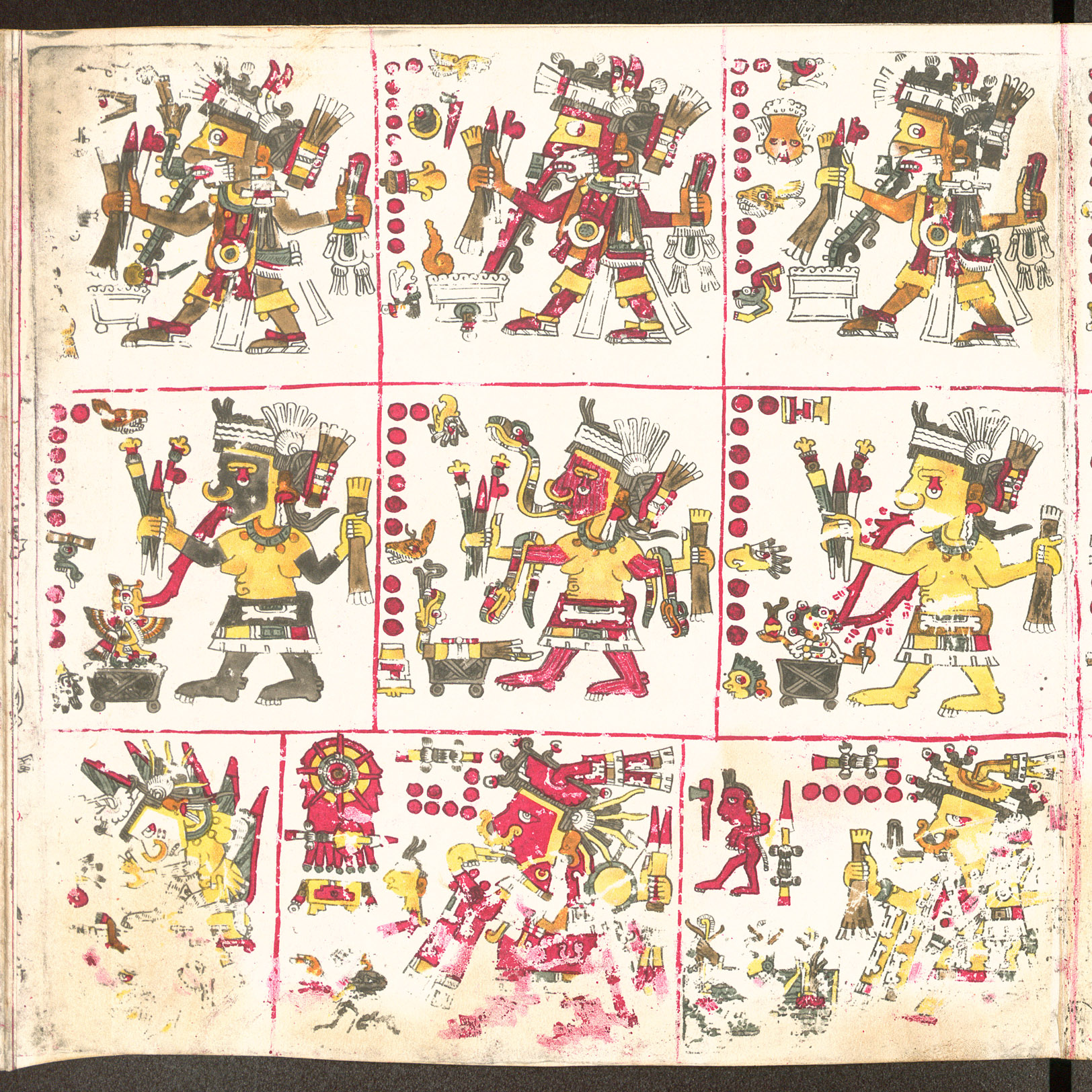
أرواح مجسدة؛ توناليك (1)، سيواتاتيو (2).

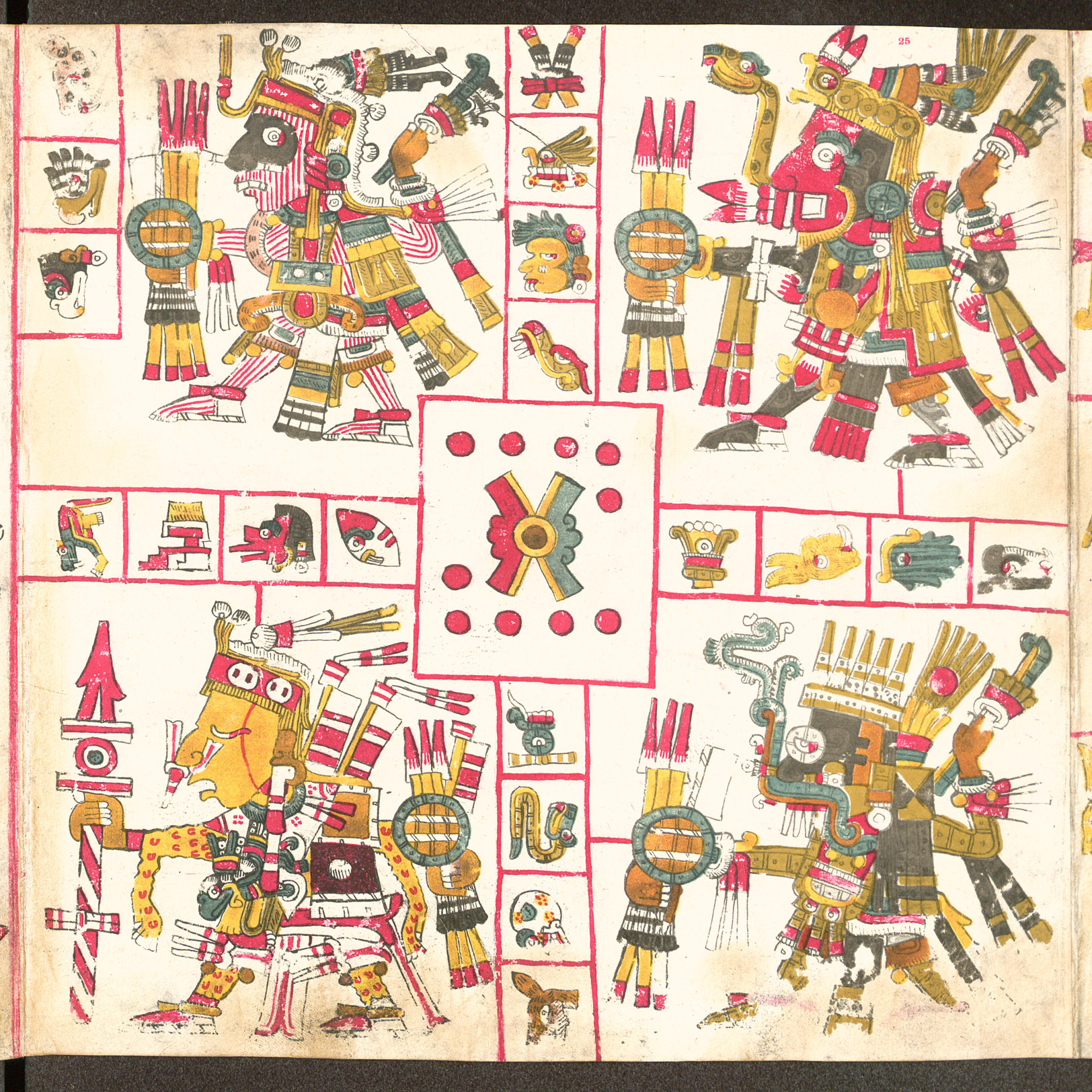
أنماط الحرب؛ (1-أ) تلالوك، (1-ب) زيوتيكوتلي، (2-أ) ميكسكواتل، (2-ب) كسيبي توتيك.

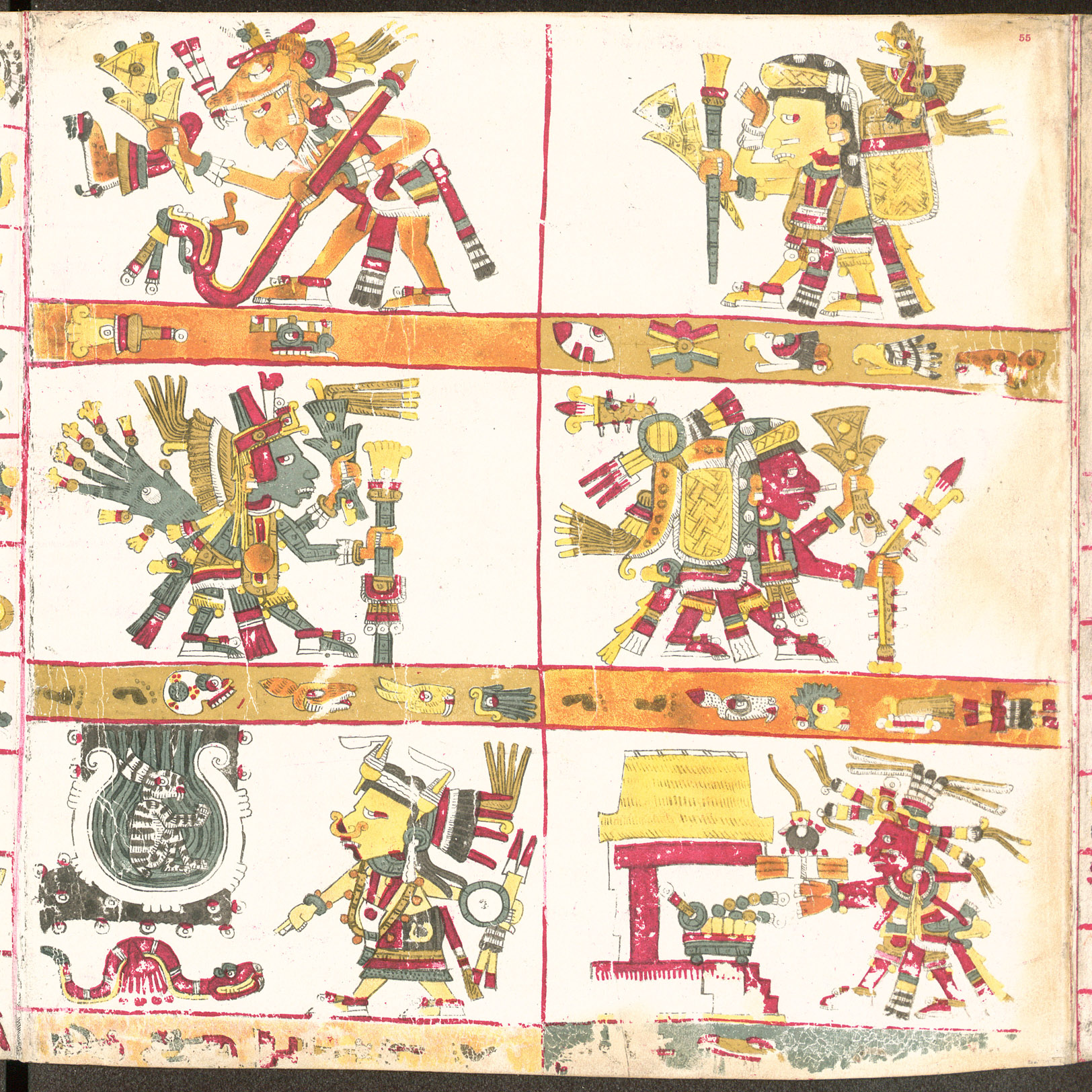
أنماط التجار؛ (1-أ) ويهيوكويوتل، (1-ب) زاكاتزونتلي، (2-أ) ياكاتكوتلي، (2-ب) تلاكوتزونتلي، (3-أ) تلازولتيوتل، (3-ب) توناتيوه.

  - تلالوك، إله المطر والبرق والرعد، وإله الخصوبة
  - شالشيوت ليكيو، إلهة الماء، والبحيرات، والأنهار، والبحار، والجداول، والعواصف، والمعمودية.
  - هويكستوكيهوتل، إلهة الملح
  - أبوشتلي، إله صيد الأسماك والطيور، مكتشف الحربة والشبكة
  - أطلاوا، إله الماء، صياد ورامي
- آلهة النار
  - زيوتيكوهتلي، إله النار والوقت
  - شانتيكو، إلهة الدفء والبراكين
  - زولوتل، إله الموت، المرتبط بفينوس كنجم المساء
- آلهة الموت
  - ميكتلانتيكويتلي، إله الموتى، حاكم العالم السفلي
  - ميكتيكاسيوتل، إلهة الموتى، حاكمة العالم السفلي
  - زولوتل، إله الموت، المرتبط بفينوس كنجم المساء
- آلهة السماء
  - تيزكاتليبوكا، إله العناية الإلهية، والظلام، وغير المرئي، رب الليل، حاكم الشمال.
  - كسيبي توتيك، إله القوة، رب الفصول والبعث، حاكم الشرق.
  - كيتزالكواتل، إله الحياة، والنور، والحكمة، رب الرياح واليوم، حاكم الغرب.
  - ويتزيلوبوتشتلي، إله الحرب، رب الشمس والنار، حاكم الجنوب.
  - زولوتل، إله الموت، المرتبط بفينوس كنجمة المساء
  - إيهيكاتل، إله الرياح
  - تلالوك، إله المطر والبرق والرعد، وإله الخصوبة
  - كويولزوكي، إلهة وزعيمة سنتزون هويتسناوا، المرتبطة بالقمر
  - ميتزلي، إلهة القمر
  - توناتيوه، إله الشمس
  - سنتزون ميميكسكوا، آلهة النجوم الشمالية (عددهم 400)
  - سنتزون هويتسناوا، آلهة النجوم الجنوبية (عددهم 400)
  - تلاهويكسا لبانتيكوهتلي، إله نجمة الصباح (الزهرة)
- سادة الليل
  - زيوتيكوهتلي، إله النار والوقت
  - تيزكاتليبوكا، إله العناية الإلهية، والظلام، وغير المرئي، رب الليل، حاكم الشمال.
  - بلتيزين تكوتلي، إله الرؤى، المرتبط بعطارد (الكوكب الذي يمكن رؤيته قبل شروق الشمس أو بعد غروب الشمس مباشرة)، وإله الشفاء
  - سنتيوتل، إله الذرة
  - ميكتلانتيكويتلي، إله العالم السفلي
  - شالشيوت ليكيو، إلهة الماء، والبحيرات، والأنهار، والبحار، والجداول، والمياه الأفقية، والعواصف، والمعمودية
  - تلازولتوتل، إلهة الشهوة، والرغبة الجسدية، والآثام الجنسية
  - تيبولوتل، إله الحيوانات، والكهوف المظلمة، والأصداء، والزلازل. يختلف تيبيولوتل عن تزكاتليبوكا (إله الظلام) لارتباطه بالجبال
  - تلالوك، إله المطر والبرق والرعد، وإله الخصوبة
- سادة النهار
  - زيوتيكوتلي، إله النار والوقت
  - تلالتيكوتلي، إله الأرض القديم (تغير دوره في الأماكن الطبيعية والجو)
  - شالشيوت ليكيو، إلهة الماء، والبحيرات، والأنهار، والبحار، والجداول، والمياه الأفقية، والعواصف، والمعمودية
  - توناتيوه، إله الشمس
  - تلازولتوتل، إلهة الشهوة، والرغبة الجسدية، والآثام الجنسية
  - ميكتلانتيكويتلي، إله العالم السفلي
  - ميكتيكاسيواتل، إلهة العالم السفلي
  - سنتيوتل، إله الذرة
  - تلالوك، إله المطر والبرق والرعد، وإله الخصوبة
  - كيتزالكواتل، إله الحياة، والنور والحكمة، رب الرياح واليوم، حاكم الغرب.
  - تيزكاتليبوكا، إله العناية الإلهية، الظلام وغير المرئي، رب الليل، حاكم الشمال.
  - تلاهويكسا لبانتيكوهتلي، إله الفجر
  - سيتلاليكيو، إلهة النجوم الإناث (درب التبانة)
  - سيتلالاتوناك، إله النجوم الإناث (زوج سيتلاليكيو)
- آلهة الأرض
  - كسيبي توتيك، إله القوة، رب الفصول والبعث، حاكم الشرق.
  - توناکاتيكوهتلي، إله الرزق المرتبط بأومیتيكوتلي
  - توناكاكيهواتل، إلهة القوت المرتبطة بأوميكيوتل
  - تلالتيكوتلي، إله الأرض القديم (تغير دوره في الأماكن الطبيعية والجو)
  - شيكومي كوتل، إلهة الزراعة
  - سنتيوتل، إله الذرة المرتبط بِتيانكيزتلي (الثريا)
  - شيكومي كوتل، إلهة الذرة الرقيقة
- الإلهات المشرفة
  - كوتليكو، إلهة الخصوبة، والحياة، والموت، والولادة
  - تشيمالما، إلهة الخصوبة، والحياة، والموت، والبعث
  - زوتشيتليكيو، إلهة الخصوبة، والحياة، والموت، والبعث
  - إتزبابالوتل، فراشة سَبَج (زجاج بركاني)، زعيم التزيتزيميتل
  - توسي، إلهة الصحة

## وصلات خارجية
- كتاب مجاني: Rig Veda Americanus على مشروع غوتنبرغ